# That's My People
Singles de Suprême NTM
93 Party
(3 novembre 1998) Pose ton gun
(13 septembre 1999)
Pistes de Suprême NTM
Laisse pas traîner ton fils Seine-Saint-Denis Style
That's My People est un single de rap français sorti le 5 janvier 1999 par le groupe Suprême NTM.

## Contenu
Le single comprend un remix du titre (Touche pas à ma musique (That's My People Remix)) et un remix du titre Je vise juste.
That's My People est considéré par Joeystarr comme le meilleur morceau de rap de l'histoire de Suprême NTM bien que paradoxalement il en soit absent car c'est un morceau solo rappé uniquement par Kool Shen. Sully Sefil réalise la production du titre à partir du quatrième prélude de l’opus 28 de Frédéric Chopin.
En face B, le remix du titre Je vise juste est un titre solo cette fois-ci par Joeystarr.

## Pochette
Comme le single Ma Benz, la photographie de la pochette est tirée de la session photos faite pour le livret de l'album Suprême NTM par l'Américain Jonathan Mannion (en). Le médaillon photographié de Joeystarr est un pendentif créé pour lui et Chino, membre des 93NTM. On le retrouve sur la calandre de la voiture Mercedes sur la photographie de la pochette du single Ma Benz.  Il mentionne « Au-dessus des lois je bâtirai mon toit » (lyrics du titre "Le Pouvoir" sur le premier album du groupe Authentik).

## Clip
Le clip est réalisé par Tristan Aurouet et Gilles Lellouche. Le clip fait référence au passé de NTM, en insistant sur leur passé de graffeurs. Quelques graffitis sont mis en avant comme celui de Bando et de son crew CTK, la fameuse fresque « Public Enemy » réalisé en 1988 par Mode 2 et Colt, le « Psycreez » du Pont d’Austerlitz et des références à Mode 2 et Oeno.
Joeystarr est absent du titre mais aussi du clip. Ce sont donc des images tirées du documentaire Authentiques sur la tournée du groupe en 1998 qui font figurer Joeystarr.

## Liste des titres
Sur la version single sortie au format CD:
- That's My People
- Touche pas à ma musique (That's My People Remix)
- Je vise juste (Break Dancers Remix)

La version disque 33 tours comprend en plus les versions instrumentale et a capella des titres That's My People et Je Vise Juste (Break Dancers Remix).